# Магдолна Ружа
Магдолна Ружа (мађ. Rúzsa Magdolna; Врбас, 28. новембар 1985) је мађарска певачица пореклом из Малог Иђоша у Србији која је победила у трећој сезони Мегастара, мађарске верзије Идола. Њен стил певања критичари пореде са стилом Џенис Џоплин.
Дана 24. фебруара 2007. је изабрана да представља Мађарску на Песми Евровизије 2007. која је одржана у Хелсинкију. На овом конкурсу, освојила је 9. место.

### Албуми
| Омот албума | Информације о албуму |
| ----------- | --- |
|             | A döntőkben elhangzott dalok - Издат: 6. јун 2006. - Достигао на топ-листама: #1 у Мађарској - Продат у преко 70.000 примерака - Синглови: - Most élsz достигао #2 у Мађарској |
|             | Ördögi angyal (Анђео ђаволак) - Издат: 20. новембра 2006. - Достигао на топ-листама: #1 у Мађарској - Продат у преко 36.000 примерака - Синглови - Aprócska blues (#9 у Мађарској, #59 у Шведској) сингл је изабран да представља Мађарску на Песми Евровизије - Hip-Hop достигао #6 у Мађарској - Vigyázz a madárra достигао #9 у Мађарској |
|             | Kapcsolat koncert - Издат: 1. новембра 2007. - Достигао на топ-листама: #7 у Мађарској - Продат у преко 15.000 примерака - Синглови - Vigyázz a madárra достигао #9 у Мађарској |
|             | Iránytű - Издат: 5. новембра 2008. - Достигао на топ-листама: #2 у Мађарској - Продат у преко 7.500 примерака - Синглови - Rövid utazás |
|             | Magdaléna Rúzsa - Издат: 28. новембра 2011. - Достигао на топ-листама: #2 у Мађарској - Продат у преко 7.500 примерака - Синглови - Gabriel достигао #10 у Мађарској |
|             | Tizenegy - Издат: 11. новембра 2012. - Достигао на топ-листама: #4 у Мађарској - Продат у преко 4.000 примерака - Синглови - Tárd ki a szíved достигао #37 у Мађарској - Ná-ná-ná достигао #30 у Мађарској |